# Mampalon wydrowaty
Mampalon wydrowaty, mampalon sundajski, mampalon wietnamski (Cynogale bennettii) – gatunek drapieżnego ssaka z podrodziny kunołazów (Hemigalinae) w rodzinie wiwerowatych (Viverridae).

## Budowa

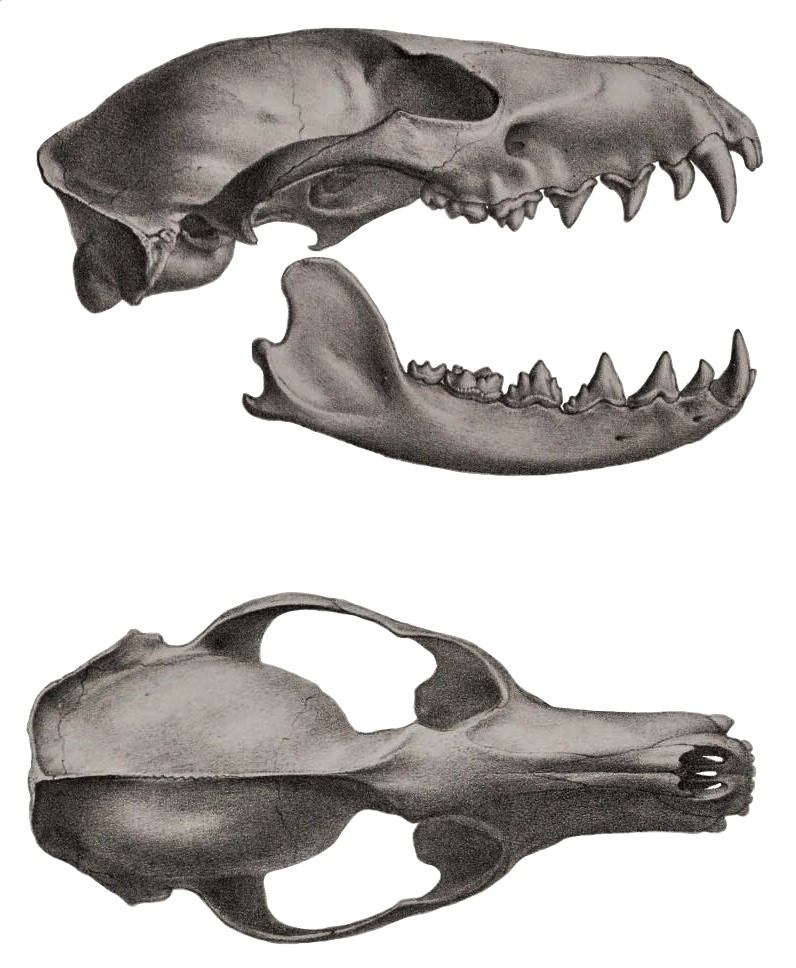
Czaszka

Długość głowy i ciała mampalona wydrowatego wynosi od 57,5 do 68 cm, czemu towarzyszy ogon długości od 12 do 20,5 cm. Niektóre łaszaki annamickie są nieco dłuższe, natomiast zarówno kunołaz pręgowany, jak i kunołaziec czarno-biały są istotnie mniejsze. Długość stopy mampalona wydrowatego wynosi od 10,2 do 11,1 mm. Zwierzę waży pomiędzy 3 a 5 kg, a więc więcej niż wszyscy trzej pozostali przedstawiciele podrodziny.
Mampalon cechuje się ciemnobrązowym ubarwieniem z jasnobrązową spodnią częścią ciała. Futro grzbietu jest szpakowate na grzbiecie, po brzusznej stronie ciała natomiast jednolite.
Występuje długi pysk z poszerzoną wargą górną oraz nagie rynarium, które na przedniej powierzchni jest głęboko wcięte. Nozdrza zewnętrzne otwierają się do góry na szczycie pyska. Stanowi to przystosowanie do częściowo wodnego trybu życia. Zwierzę potrafi te nozdrza zamykać podczas przebywania pod wodą. Ma ono długie a liczne wibrysy. Niewielkie uszy są zaokrąglone i zwierzę potrafi je zamykać, kiedy przebywa pod wodą. Broda i kąciki ust zaznaczone są bielą. Długa a niska czaszka charakteryzuje się niskim grzebieniem strzałkowym i płaskim łukiem jarzmowym. Wyrostek zaoczodołowy rozwinięty jest bardzo słabo, ramię wstępujące jest niskie.
Wzór zębowy obejmuje po trzy siekacze, jeden kieł, cztery przedtrzonowce i dwa trzonowce w każdej ćwiartce, łącznie 40 zębów. Podobnie ma się sprawa u łaszaka annamickiego, kunołaza i kunołaźca. Autorzy zwracają uwagę na to, że kły mampalona są tylko nieznacznie dłuższe od przedtrzonowców, położonych blisko siebie i trójkątnych w kształcie, cechujących się koronami wysokimi i zaostrzonymi. Z kolei szerokie zęby trzonowe kończą się niskimi guzkami.
Na tułowiu leżą dwie pary sutków, podobnie jak u łaszaka annamickiego, a w przeciwieństwie natomiast do wyposażonego w jedną tylko parę kunołaźca czarno-białego bądź też mającego trzy kunołaza pręgowanego. Występuje gruczoł kroczowy o prostej budowie, tworzony przez obszar nagiej skóry i parę niewielkich wgłębień u samicy, pośrodkowych otworów zaś u samca. Wiwerowate używają tych gruczołów do produkcji wydzieliny o intensywnym zapachu, używanej do znaczenia terytorium.
Ogon jest krótki.
Stopa kończy się 5 palcami. Występuje błona pławna, obserwowana także u kunołaźca czarno-białego. Występują małe poduszki na śródręczu, a obszar pomiędzy nimi nie jest porosły włosami, w przeciwieństwie do owłosionych obszarów między poduszkami kunołaźca czarno-białego.

## Systematyka

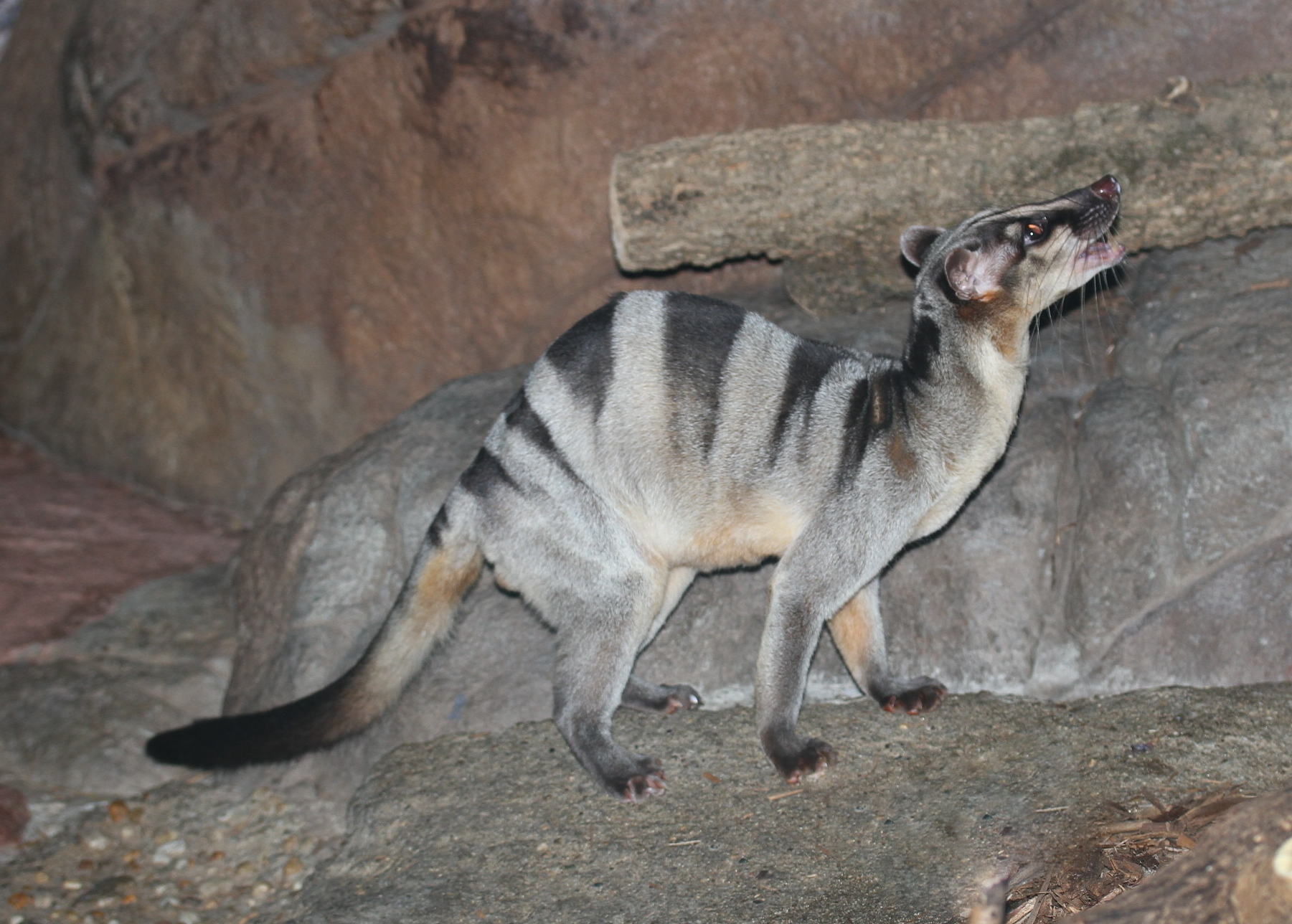
Mampalon wydrowaty należy do podrodziny kunołazów, jak widoczny wyżej kunołaz pręgowany

Gatunek i rodzaj po raz pierwszy zgodnie z zasadami nazewnictwa binominalnego opisał w 1837 roku brytyjski zoolog John Edward Gray na łamach czasopisma „Proceedings of the Zoological Society of London”. Jako miejsce typowe odłowu holotypu Gray wskazał „Sumatrę”. Jedyny przedstawiciel rodzaju mampalon (Cynogale).
Wyróżniany przez niektóre ujęcia systematyczne podgatunek C. b. lowei znany jest tylko z holotypu, którą była źle zachowana skóra młodocianego osobnika z północnego Wietnamu i według Verona i współpracowników została tam przywieziona w celach handlowych z okolic Cieśniny Sundajskiej. Niekiedy był on wyróżniany jako odrębny gatunek mampalona, jednakże uważany jest on za synonim mampalona wydrowatego.
Zwierzę należy do podrodziny kunołazów, tak jak łaszak annamicki, kunołaz pręgowany i kunołaziec czarno-biały.
Autorzy Illustrated Checklist of the Mammals of the World uznają ten gatunek za monotypowy.
|  | Paguma larvata                                                                     |
|  |                                                                                    |
|  | \| \| Paradoxurus hermaphroditus \| \| \| \| \| \| Paradoxurus jerdoni \| \| \| \| |
|  |                                                                                    |
|  | Paradoxurus hermaphroditus                                                         |
|  |                                                                                    |
|  | Paradoxurus jerdoni                                                                |
|  |                                                                                    |

|  | Paradoxurus hermaphroditus |
|  |                            |
|  | Paradoxurus jerdoni        |
|  |                            |

|  | Paguma larvata                                                                     |
|  |                                                                                    |
|  | \| \| Paradoxurus hermaphroditus \| \| \| \| \| \| Paradoxurus jerdoni \| \| \| \| |
|  |                                                                                    |
|  | Paradoxurus hermaphroditus                                                         |
|  |                                                                                    |
|  | Paradoxurus jerdoni                                                                |
|  |                                                                                    |

|  | Paradoxurus hermaphroditus |
|  |                            |
|  | Paradoxurus jerdoni        |
|  |                            |

|  | Paguma larvata                                                                     |
|  |                                                                                    |
|  | \| \| Paradoxurus hermaphroditus \| \| \| \| \| \| Paradoxurus jerdoni \| \| \| \| |
|  |                                                                                    |
|  | Paradoxurus hermaphroditus                                                         |
|  |                                                                                    |
|  | Paradoxurus jerdoni                                                                |
|  |                                                                                    |

|  | Paradoxurus hermaphroditus |
|  |                            |
|  | Paradoxurus jerdoni        |
|  |                            |

|  | Paguma larvata                                                                     |
|  |                                                                                    |
|  | \| \| Paradoxurus hermaphroditus \| \| \| \| \| \| Paradoxurus jerdoni \| \| \| \| |
|  |                                                                                    |
|  | Paradoxurus hermaphroditus                                                         |
|  |                                                                                    |
|  | Paradoxurus jerdoni                                                                |
|  |                                                                                    |

|  | Paradoxurus hermaphroditus |
|  |                            |
|  | Paradoxurus jerdoni        |
|  |                            |

|  | Cynogale bennettii                                                         |
|  |                                                                            |
|  | \| \| Chrotogale owstoni \| \| \| \| \| \| Hemigalus derbyanus \| \| \| \| |
|  |                                                                            |
|  | Chrotogale owstoni                                                         |
|  |                                                                            |
|  | Hemigalus derbyanus                                                        |
|  |                                                                            |

|  | Chrotogale owstoni  |
|  |                     |
|  | Hemigalus derbyanus |
|  |                     |

|  | Paguma larvata                                                                     |
|  |                                                                                    |
|  | \| \| Paradoxurus hermaphroditus \| \| \| \| \| \| Paradoxurus jerdoni \| \| \| \| |
|  |                                                                                    |
|  | Paradoxurus hermaphroditus                                                         |
|  |                                                                                    |
|  | Paradoxurus jerdoni                                                                |
|  |                                                                                    |

|  | Paradoxurus hermaphroditus |
|  |                            |
|  | Paradoxurus jerdoni        |
|  |                            |

|  | Paguma larvata                                                                     |
|  |                                                                                    |
|  | \| \| Paradoxurus hermaphroditus \| \| \| \| \| \| Paradoxurus jerdoni \| \| \| \| |
|  |                                                                                    |
|  | Paradoxurus hermaphroditus                                                         |
|  |                                                                                    |
|  | Paradoxurus jerdoni                                                                |
|  |                                                                                    |

|  | Paradoxurus hermaphroditus |
|  |                            |
|  | Paradoxurus jerdoni        |
|  |                            |

|  | Paguma larvata                                                                     |
|  |                                                                                    |
|  | \| \| Paradoxurus hermaphroditus \| \| \| \| \| \| Paradoxurus jerdoni \| \| \| \| |
|  |                                                                                    |
|  | Paradoxurus hermaphroditus                                                         |
|  |                                                                                    |
|  | Paradoxurus jerdoni                                                                |
|  |                                                                                    |

|  | Paradoxurus hermaphroditus |
|  |                            |
|  | Paradoxurus jerdoni        |
|  |                            |

|  | Paguma larvata                                                                     |
|  |                                                                                    |
|  | \| \| Paradoxurus hermaphroditus \| \| \| \| \| \| Paradoxurus jerdoni \| \| \| \| |
|  |                                                                                    |
|  | Paradoxurus hermaphroditus                                                         |
|  |                                                                                    |
|  | Paradoxurus jerdoni                                                                |
|  |                                                                                    |

|  | Paradoxurus hermaphroditus |
|  |                            |
|  | Paradoxurus jerdoni        |
|  |                            |

|  | Cynogale bennettii                                                         |
|  |                                                                            |
|  | \| \| Chrotogale owstoni \| \| \| \| \| \| Hemigalus derbyanus \| \| \| \| |
|  |                                                                            |
|  | Chrotogale owstoni                                                         |
|  |                                                                            |
|  | Hemigalus derbyanus                                                        |
|  |                                                                            |

|  | Chrotogale owstoni  |
|  |                     |
|  | Hemigalus derbyanus |
|  |                     |

|  | Viverra tangalunga |
|  |                    |

|  | Genetta genetta   |
|  |                   |
|  | Genetta servalina |
|  |                   |

|  | Viverra tangalunga |
|  |                    |

|  | Genetta genetta   |
|  |                   |
|  | Genetta servalina |
|  |                   |

|  | Paguma larvata                                                                     |
|  |                                                                                    |
|  | \| \| Paradoxurus hermaphroditus \| \| \| \| \| \| Paradoxurus jerdoni \| \| \| \| |
|  |                                                                                    |
|  | Paradoxurus hermaphroditus                                                         |
|  |                                                                                    |
|  | Paradoxurus jerdoni                                                                |
|  |                                                                                    |

|  | Paradoxurus hermaphroditus |
|  |                            |
|  | Paradoxurus jerdoni        |
|  |                            |

|  | Paguma larvata                                                                     |
|  |                                                                                    |
|  | \| \| Paradoxurus hermaphroditus \| \| \| \| \| \| Paradoxurus jerdoni \| \| \| \| |
|  |                                                                                    |
|  | Paradoxurus hermaphroditus                                                         |
|  |                                                                                    |
|  | Paradoxurus jerdoni                                                                |
|  |                                                                                    |

|  | Paradoxurus hermaphroditus |
|  |                            |
|  | Paradoxurus jerdoni        |
|  |                            |

|  | Paguma larvata                                                                     |
|  |                                                                                    |
|  | \| \| Paradoxurus hermaphroditus \| \| \| \| \| \| Paradoxurus jerdoni \| \| \| \| |
|  |                                                                                    |
|  | Paradoxurus hermaphroditus                                                         |
|  |                                                                                    |
|  | Paradoxurus jerdoni                                                                |
|  |                                                                                    |

|  | Paradoxurus hermaphroditus |
|  |                            |
|  | Paradoxurus jerdoni        |
|  |                            |

|  | Paguma larvata                                                                     |
|  |                                                                                    |
|  | \| \| Paradoxurus hermaphroditus \| \| \| \| \| \| Paradoxurus jerdoni \| \| \| \| |
|  |                                                                                    |
|  | Paradoxurus hermaphroditus                                                         |
|  |                                                                                    |
|  | Paradoxurus jerdoni                                                                |
|  |                                                                                    |

|  | Paradoxurus hermaphroditus |
|  |                            |
|  | Paradoxurus jerdoni        |
|  |                            |

|  | Cynogale bennettii                                                         |
|  |                                                                            |
|  | \| \| Chrotogale owstoni \| \| \| \| \| \| Hemigalus derbyanus \| \| \| \| |
|  |                                                                            |
|  | Chrotogale owstoni                                                         |
|  |                                                                            |
|  | Hemigalus derbyanus                                                        |
|  |                                                                            |

|  | Chrotogale owstoni  |
|  |                     |
|  | Hemigalus derbyanus |
|  |                     |

|  | Paguma larvata                                                                     |
|  |                                                                                    |
|  | \| \| Paradoxurus hermaphroditus \| \| \| \| \| \| Paradoxurus jerdoni \| \| \| \| |
|  |                                                                                    |
|  | Paradoxurus hermaphroditus                                                         |
|  |                                                                                    |
|  | Paradoxurus jerdoni                                                                |
|  |                                                                                    |

|  | Paradoxurus hermaphroditus |
|  |                            |
|  | Paradoxurus jerdoni        |
|  |                            |

|  | Paguma larvata                                                                     |
|  |                                                                                    |
|  | \| \| Paradoxurus hermaphroditus \| \| \| \| \| \| Paradoxurus jerdoni \| \| \| \| |
|  |                                                                                    |
|  | Paradoxurus hermaphroditus                                                         |
|  |                                                                                    |
|  | Paradoxurus jerdoni                                                                |
|  |                                                                                    |

|  | Paradoxurus hermaphroditus |
|  |                            |
|  | Paradoxurus jerdoni        |
|  |                            |

|  | Paguma larvata                                                                     |
|  |                                                                                    |
|  | \| \| Paradoxurus hermaphroditus \| \| \| \| \| \| Paradoxurus jerdoni \| \| \| \| |
|  |                                                                                    |
|  | Paradoxurus hermaphroditus                                                         |
|  |                                                                                    |
|  | Paradoxurus jerdoni                                                                |
|  |                                                                                    |

|  | Paradoxurus hermaphroditus |
|  |                            |
|  | Paradoxurus jerdoni        |
|  |                            |

|  | Paguma larvata                                                                     |
|  |                                                                                    |
|  | \| \| Paradoxurus hermaphroditus \| \| \| \| \| \| Paradoxurus jerdoni \| \| \| \| |
|  |                                                                                    |
|  | Paradoxurus hermaphroditus                                                         |
|  |                                                                                    |
|  | Paradoxurus jerdoni                                                                |
|  |                                                                                    |

|  | Paradoxurus hermaphroditus |
|  |                            |
|  | Paradoxurus jerdoni        |
|  |                            |

|  | Cynogale bennettii                                                         |
|  |                                                                            |
|  | \| \| Chrotogale owstoni \| \| \| \| \| \| Hemigalus derbyanus \| \| \| \| |
|  |                                                                            |
|  | Chrotogale owstoni                                                         |
|  |                                                                            |
|  | Hemigalus derbyanus                                                        |
|  |                                                                            |

|  | Chrotogale owstoni  |
|  |                     |
|  | Hemigalus derbyanus |
|  |                     |

|  | Viverra tangalunga |
|  |                    |

|  | Genetta genetta   |
|  |                   |
|  | Genetta servalina |
|  |                   |

|  | Viverra tangalunga |
|  |                    |

|  | Genetta genetta   |
|  |                   |
|  | Genetta servalina |
|  |                   |

### Etymologia
- Cynogale: gr. κυων kuōn, κυνος kunos „pies”; γαλεή galeē lub γαλή galē „łasica”[21].
- Lamictis: gr. Λαμια Lamia „potwór o kobiecej postaci, pożerający dzieci i młodych mężczyzn podstępnie zwabionych jej złudnym pięknem”; ικτις iktis, ικτιδις iktidis „łasica”[22].
- Potamophilus: gr. ποταμος potamos „rzeka”; φιλος philos „miłośnik”, od φιλεω phileō „kochać”[23].
- Hydrotidasson: gr. ὑδρο- hudro- „wodny-”, od ὑδωρ hudōr, ὑδατος hudatos „woda”; tidasson „dzikie zwierzę”[24].
- bennettii: Edward Turner Bennett (1797–1836), brytyjski zoolog[2].

## Tryb życia

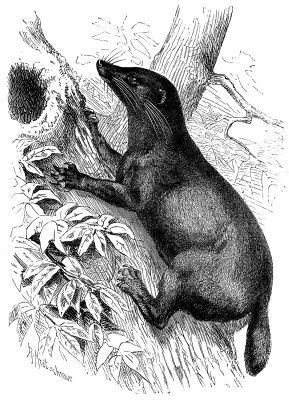
Mampalon żyje na ziemi, niemniej pojedyncze doniesienie mówi o osobniku wspinającym się na drzewo

Mampalon wydaje się być aktywny w nocy. Obserwowano go jednak nie tylko w nocy, ale także zmierzchem i wczesnym rankiem. Niemniej kamery-pułapki w Parku Narodowym Way Kambas zaświadczyły o aktywności tego zwierzęcia także za dnia. Wobec tego mampalon wydrowaty różniłby się tym od łaszaka annamickiego czy kunołańca czarno-białego, które są aktywne nocą. Migracji nie przeprowadza.
Zwierzę żyje na ziemi. Częściowo prowadzi wodny tryb życia. Niemniej pojedyncze doniesienie mówi o mampalonie wspinającym się na drzewo. 
Mampalon nie żyje w stadach, a fotografie zwierząt spotykanych w większej liczbie to w zasadzie matki z młodymi. Na 59 zdjęć z kamer-pułapek umieszczonych na Sumatrze 53 uchwyciły osobniki samotne, 4 uchwyciły pary, a tylko dwie zarejestrowały trójki.
Zbadane ciężarne samice nosiły 2 bądź 3 zarodki, podczas gdy kamery-pułapki uchwyciły zdjęcia samic z towarzyszącym pojedynczym lub dwójką młodych. W niewoli liczebność miotu wynosiła od 2 do 3 młodych. Podobnie do 3 sięgać może liczebność miotu łaszaka annamickiego, natomiast do 2 u kunołaza pręgowanego. Długość pokolenia wynosi 5 lat.

## Rozmieszczenie geograficzne
Mampalon wydrowaty występuje w Mjanmie, Tajlandii (wedle IUCN obecność gatunku w tym państwie niepewna), na Półwyspie Malajskim, w Singapurze (stare doniesienie) oraz na Sumatrze i Borneo. Jedna skóra pochodziła z północnego Wietnamu i jedna prawdopodobnie z południowego Junnanu w Chińskiej Republice Ludowej, aczkolwiek doniesienia te nie zostały zweryfikowane. Zwierzę występuje na obszarze 261 614 km², niemniej rzeczywiście zajmuje obszar 44 094 km² na Sumatrze i 34 999 km² na Półwyspie Malajskim. Sięga wysokości do 1370 m nad poziomem morza.

## Ekologia
Siedliskiem mampalona wydrowatego są lasy torfowiskowe, nizinne lasy dwuskrzydłowcowe, suche pierwotne lasy nizinne, lasy bambusowe, lasy porastające bagna, ale także lasy wtórne, niemniej w lasach wyrębywanych osiąga zagęszczenie niższe niż w pierwotnych. Doniesiono o napotkaniu go na plantacji akacji. Zazwyczaj zwierzę to zasiedla lasy nizinne, niemniej spotkano go na wysokości 1200 m nad poziomem morza, a wedle innych źródeł 1370 m. Zazwyczaj zwierzę to przebywa blisko wody, wzdłuż strumieni i na obszarach bagiennych. Wydaje się bowiem, że wiedzie częściowo wodny tryb życia, polując na wodną zwierzynę, taką jak niewielkie kręgowce bądź bezkręgowce. Nad strumieniami bytować może i również żywić się częściowo wodną zdobyczą kunołaziec czarno-biały. Gatunek wydaje się zależeć od lasów i czystych wód. Zwierzę spotykane jest rzadko nawet w sprzyjającym mu środowisku. Osiąga zagęszczenie 1–2 osobników na km².

## Zagrożenia i ochrona

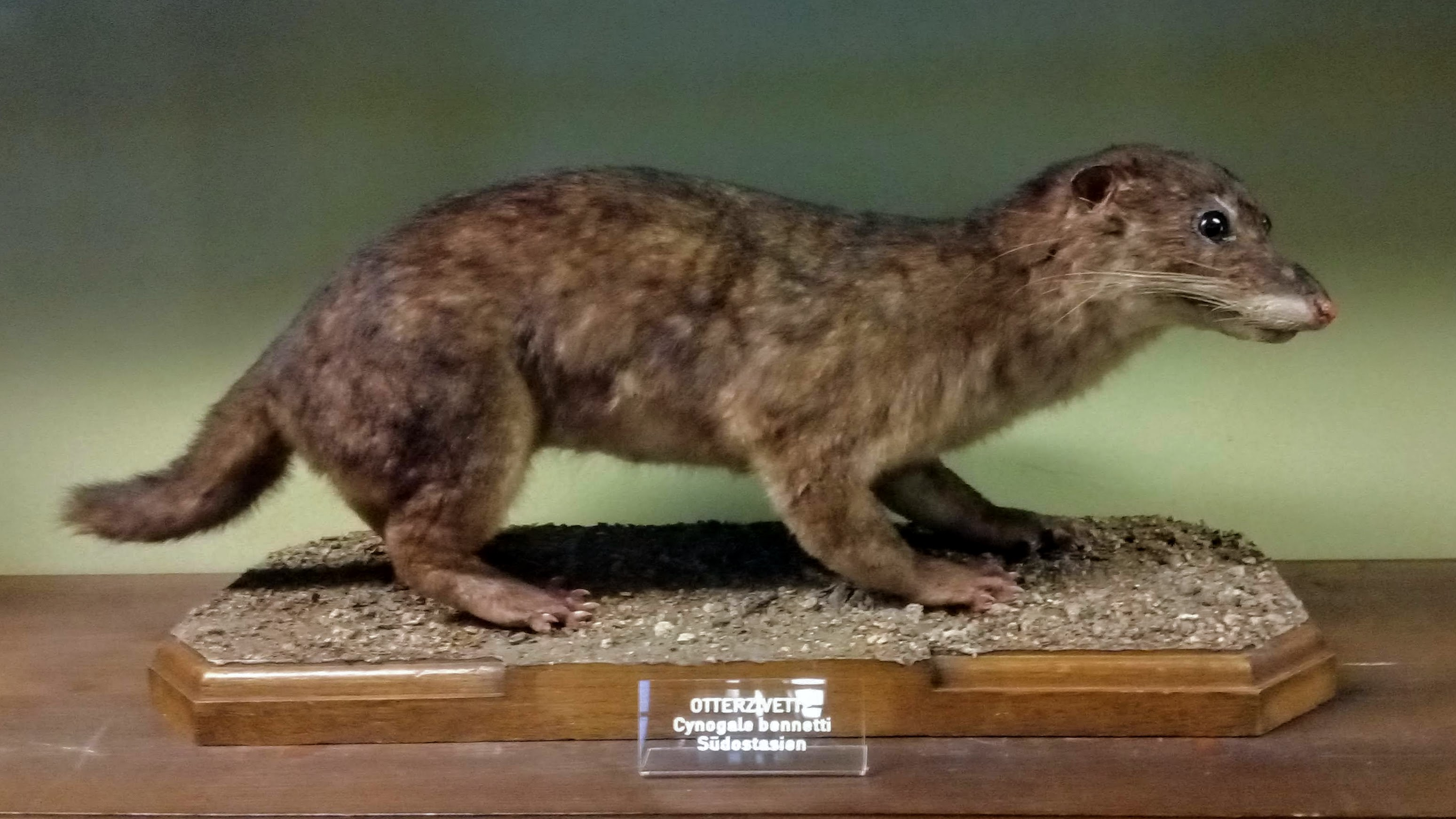
Okaz w muzeum w Wiedniu

IUCN klasyfikuje mampalona wydrowatego jako gatunek zagrożony wyginięciem. Gatunek został uwzględniony po raz pierwszy w 1988 roku, nie oceniono go jednak wobec niewystarczających danych, podobnie 2 lata później. W 1994 roku oceniono go jako zagrożony wyginięciem, co powtarzano w latach 1996, 2008 i w ostatniej ocenie w roku 2015. Uzasadnienie obejmuje niewielką, kurczącą się populację i spadek o jedną piątą w przeciągu ostatnich dwóch pokoleń, a także degradację siedlisk.
Jego liczebność obniża się. Liczbę dorosłych zwierząt szacuje się na 2490 mampalonów, całkowitą liczebność populacji na około 3800 sztuk.
Do zagrożeń zalicza się degradację i rozczłonkowanie siedlisk, zasolenie i zatrucie wód, górnictwo i tworzenie plantacji palmy olejowej. Gatunek zdaje się radzić sobie w środowisku zmienionym ręką ludzką, ale nigdy nie spotyka się go na plantacjach z wyjątkiem plantacji akacji. Nie urządza się na niego polowań, ale może łapać się we wnyki czy pułapki.